# Нињ Бињ (покрајина)
Нин Бин (виј. Ninh Binh) је једна од 58 покрајина Вијетнама. Налази се у региону Делта Црвене реке. Заузима површину од 1.392,4 km². Према попису становништва из 2009. у покрајини је живело 898.999 становника. Главни град је Hoa Lư.